# From the Coop
From the Coop är Bucketheads tjugotredje soloalbum. Det består av tidiga demolåtar som Buckethead gjorde när han var runt 18 år gammal.

## Låtlista
Alla låtar är skrivna och komponerade av Buckethead, förutom "Malagueña", komponerad av Ernesto Lecuona, och "La Grima", skriven av Francisco Tárrega. 
| Nr           | Titel                          | Längd |
| ------------ | ------------------------------ | ----- |
| 1.           | Disembodied Part 1             | 3:27  |
| 2.           | Disembodied Part 2             | 4:44  |
| 3.           | Hog Bitch Stomp                | 0:36  |
| 4.           | Malagueña (song) (Traditional) | 1:54  |
| 5.           | Space Mountain                 | 3:10  |
| 6.           | Excerpt #1                     | 1:39  |
| 7.           | Excerpt #2                     | 0:52  |
| 8.           | Excerpt #3                     | 0:37  |
| 9.           | Excerpt #4                     | 0:54  |
| 10.          | Eraserhead                     | 2:31  |
| 11.          | La Grima                       | 1:51  |
| 12.          | Funk Tune                      | 3:50  |
| 13.          | Funkin' Freak                  | 2:23  |
| 14.          | Hog Bitch Stomp                | 1:25  |
| 15.          | Return of Augustus Gloop       | 4:32  |
| 16.          | Malagueña                      | 1:59  |
| 17.          | Lunartics                      | 0:51  |
| 18.          | Scalpel Sled                   | 3:27  |
| 19.          | Scraps                         | 2:33  |
| Total längd: | Total längd:                   | 43:15 |